# Liste der Baudenkmäler in Bad Godesberg
Die folgende Liste enthält in der Denkmalliste ausgewiesene Baudenkmäler auf dem Gebiet des Bonner Stadtbezirks Bad Godesberg.
Basis ist die offizielle Denkmalliste der Stadt Bonn (Stand: 15. Januar 2021), die von der Unteren Denkmalbehörde geführt wird. Grundlage für die Aufnahme in die Denkmalliste ist das Denkmalschutzgesetz Nordrhein-Westfalens.
Die Liste ist nach Ortsteilen und dann nach Straßennamen sortiert.

## Ortsteile
- Liste der Baudenkmäler im Bonner Ortsteil Alt-Godesberg
- Liste der Baudenkmäler im Bonner Ortsteil Friesdorf
- Im Ortsteil Godesberg-Nord ist kein Baudenkmal ausgewiesen.
- Liste der Baudenkmäler im Bonner Ortsteil Godesberg-Villenviertel
- Liste der Baudenkmäler im Bonner Ortsteil Heiderhof
- Liste der Baudenkmäler im Bonner Ortsteil Hochkreuz
- Liste der Baudenkmäler im Bonner Ortsteil Lannesdorf
- Liste der Baudenkmäler im Bonner Ortsteil Mehlem
- Liste der Baudenkmäler im Bonner Ortsteil Muffendorf
- Liste der Baudenkmäler im Bonner Ortsteil Pennenfeld
- Liste der Baudenkmäler im Bonner Ortsteil Plittersdorf
- Liste der Baudenkmäler im Bonner Ortsteil Rüngsdorf
- Liste der Baudenkmäler im Bonner Ortsteil Schweinheim